# Сахно Сергій Віталійович
Сахно́ Сергі́й Віта́лійович (нар. 28 липня 1966, Чорнобиль) — український музикант, барабанщик гурту «Воплі Відоплясова», композитор, мультиінструменталіст і аранжувальник, колишній учасник київського гурту «ЯЯЯ».

## Життєпис
Сергій Сахно народився в місті Чорнобиль. Після вибуху приїхав до Києва. Дипломований диригент, але за фахом ніколи не працював. Був студентом київського музучилища, коли восени 1987 року став четвертим учасником (ударником) «ВВ». Сахно вчився барабанної справи в ударника київського мюзик-холу.
Упродовж 1989 року Сергія Сахна на барабанах у складі «ВВ» підміняв О. Комісаренко (екс-«Квартира № 50»). Також Сахно мав кількарічну перерву у роботі в гурті під час «французького» періоду «ВВ», коли Скрипка і Піпа виїхали в Париж. Після повернення їх до Києва Сергій знову зайняв місце за ударними.
Восени 1993-го Юрій Здоренко запросив Сергія Сахна, який на той час якраз повернувся з гастролей у Франції, до свого нового гурту. 13 листопада 1993 року склад гурту був повністю укомплектований, а 14-го виникла назва — «ЯЯЯ», яку придумав Сахно.
2014 Сергій Сахно презентував власний авторський проєкт AKAPULKO. Від виникнення ідеї і до втілення у життя проєкту пройшло десять років. В кінці 2014-го гурт представив дебютний альбом «Двері в рай». Музичний продюсер альбому — Матіас Лодмальм (шведський музикант, саунд-продюсер, в минулому лідер Cemetary і Sundown, працював з Lake of Tears, Tiamat, Vasaria та ін.). Крім Сергія Сахна до складу AKAPULKO входять ще два учасники «ВВ» — бас-гітарист Олексій Мельченко та клавішник Євген Коцур (учасник концертного складу «Оркестр Воплі Відоплясова»). Також в гурті є гітарист Сергій Алєшаєв та вокалістка Рузана Агаджанова.